# Турніри WTA 1000
Турніри WTA 1000 — категорія тенісних турнірів туру Жіночої тенісної асоціації. В цю категорію влилися колишні прем'єрні обов'язкові турніри та прем'єрні турніри з чільних п'яти після  реорганізації розкладу 2021 року.
Станом на  2021 рік турніри WTA 1000 мають призовий фонд приблизно 1 млн доларів США. Переможці цих турнірів отримують 780 рейтингових очок.
У турнірах Великого шолома (меджорів) переможниці отримують 2000 очок, переможниці чемпіонату WTA — 1500 очок, переможниці турнірів WTA 250 — 280 очок. Ця система відрізняється від системи нарахування очок у чоловічих турнірах ATP, але незначно. У чоловіків існують дев'ять турнірів категорії Мастерс, які приносять переможцям по 1000 очок і ще дві нижчі категорії, турніри яких приносять 500 та 250 очок відповідно.